# استان دوبریچ
استان دوبریچ یکی از استان‌های بلغارستان است

## جغرافیا
استان دوبریچ در شمال شرقی این کشور قرار گرفته.
مرکز آن شهر دوبریچ است.

## شهرهای خواهر
- پینسک، بلاروس
- کونستانتا، رومانی
- Zalaegerszeg, مجارستان
- کاوادارچی، مقدونیه
- Nowy Sącz, لهستان
- گولموند، چین
- ساراتوف، روسیه
- شافهاوزن، سوئیس
- کیرکارلی، ترکیه
- ازمایل، اوکراین

## شهرستان‌ها

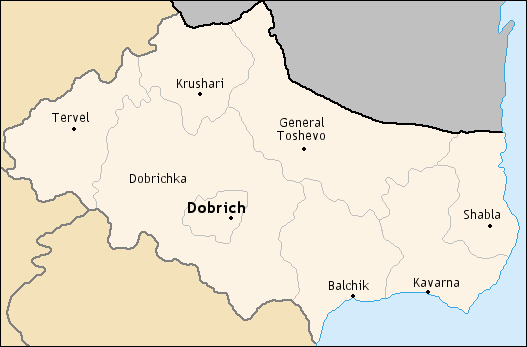

- Balchik
- Dobrich
- Dobrichka
- General Toshevo
- Kavarna
- Krushari
- Shabla
- Tervel